# تمپل هیل (مریلند)
تمپل هیل (به انگلیسی: Temple Hills) شهری در ایالت مریلند کشور ایالات متحده آمریکا است که جمعیت آن در سرشماری سال ۲۰۱۰ میلادی، ۷٬۸۵۲ نفر بوده‌است.